# Chelčice
Chelčice falu és önkormányzat (obec) Csehország Dél-csehországi kerületének Strakonicei járásában. Területe 4,82 km², lakosainak száma 452 (2008. 12. 31). A falu Strakonicétől mintegy 25 km-re délkeletre, České Budějovicétől 29 km-re északnyugatra, és Prágától 110 km-re délre fekszik.
A település első írásos említése 1352-ből származik. A városban született Petr Chelčický vallásbölcselő, reformátor.

## Látnivalók
- Szent Márton templom;
- Szent Nepomuk szobra a templomban;
- Mária Magdolna kápolna;
- Petr Chelčický emlékműve a főtéren.

## Népesség
A település népessége az elmúlt években az alábbi módon változott:
| Lakosok száma | 386  | 381  | 410  | 328  | 306  | 352  | 424  | 418  | 385  | 405  |
|               | 1869 | 1890 | 1921 | 1950 | 1980 | 2001 | 2017 | 2019 | 2022 | 2024 |